# Anticlea canaliculata
Anticlea canaliculata là một loài bướm đêm trong họ Geometridae.